# Gracias, Honduras
Gracias är en departementshuvudort i Honduras.   Den ligger i departementet Departamento de Lempira, i den västra delen av landet, 160 km väster om huvudstaden Tegucigalpa. Gracias ligger 798 meter över havet och antalet invånare är 7 909.
Terrängen runt Gracias är kuperad åt nordost, men åt sydväst är den bergig. Runt Gracias är det ganska tätbefolkat, med 104 invånare per kvadratkilometer. Närmaste större samhälle är La Iguala, 12,7 km öster om Gracias.  